# Melbourne (Florida)
Melbourne is een stad in de Amerikaanse staat Florida en telt 76.373 inwoners (2005). De oppervlakte bedraagt 91.9 km² waarvan 13.7 km² water is. Melbourne ligt aan de oostkust van Florida, ongeveer tussen Jacksonville en Miami.
De stad is genoemd naar de Australische stad Melbourne. Oorspronkelijk was het een oefengebied voor de Zuidelijke troepen in de Amerikaanse Burgeroorlog. Na afloop van de burgeroorlog keerden voormalige soldaten terug naar het gebied en stichtten, samen met voormalige slaven, in de late jaren 1860 de stad Melbourne.
Tegenwoordig vindt men er onder andere een vliegveld, het Melbourne International Airport en een technische universiteit, het Florida Institute of Technology. Ook hebben een aantal grote bedrijven hun (regionale) hoofdkantoren in Melbourne gevestigd, waaronder Intersil, Harris Corporation, General Electric, Rockwell Collins, Liberty Aerospace en Northrop Grumman. Men vindt er ook diverse ruimtevaarttechnologie bedrijven en de Florida Air Academy, wegens de nabijgelegen lanceerbases Kennedy Space Center en Cape Canaveral AFS. Melbourne wordt dan ook tot de Space Coast gerekend.

## Geboren
- Jim Morrison (8 December 1943), zanger van de band The Doors
- Darrell Hammond (8 oktober 1955), acteur en komiek

## Plaatsen in de nabije omgeving
De onderstaande figuur toont nabijgelegen plaatsen in een straal van 8 km rond Melbourne.